# Saint-Maurice-sur-Fessard
Saint-Maurice-sur-Fessard település Franciaországban, Loiret megyében. Lakosainak száma 1144 fő (2022. január 1.). Saint-Maurice-sur-Fessard Villevoques, Chevillon-sur-Huillard, Moulon, Pannes és Villemoutiers községekkel határos.

## Népesség
A település népessége az elmúlt években az alábbi módon változott:
| Lakosok száma | 702  | 772  | 784  | 1084 | 1195 | 1200 | 1183 | 1155 | 1151 | 1144 |
|               | 1968 | 1982 | 1990 | 2006 | 2013 | 2015 | 2017 | 2019 | 2020 | 2022 |